# トリスタン・ドー
トリスタン・ドー（英語: Tristan Do、タイ語:  ทริสตอง โด、1993年1月31日 - ）は、フランス・パリ出身のタイ王国代表サッカー選手。ポジションはDF（右サイドバック）。バンコク・ユナイテッドFC所属。

## 来歴
RCストラスブールの下部組織からFCロリアンに加入し、SASエピナルやガゼレク・アジャクシオでのプレーを経て、
2014年にタイ・プレミアリーグのBECテロ・サーサナFCに加入。
2016年2月26日、チャナティップ・ソングラシン、ピーラパット・ノーチャヤー、タナブーン・ケサラットに続いてBECテロ・サーサナからムアントン・ユナイテッドFCに移籍。ブリーラム・ユナイテッドFCから移籍してきたティーラトン・ブンマタンともチームメイトとなる。
2018年10月24日、ピーラパットとともにバンコク・ユナイテッドFCに移籍し、翌2019年シーズンからプレーすることが発表された。

### 代表
フランス、タイの他に、祖父の出生地であるベトナムでもプレー可能であったが、父親の出生地であるタイを選択。2015年のSEAゲームズを制したタイU-23代表にも選出されている。

## タイトル

### クラブ
BECテロ・サーサナFC
- タイ・リーグカップ　優勝 : 2014年

ムアントン・ユナイテッドFC
- タイ・リーグ1　優勝 : 2016年
- タイ・リーグカップ　優勝 : 2016年、2017年
- タイ・チャンピオンズ・カップ（英語版）　優勝 : 2017年
- メコンクラブチャンピオンシップ　優勝 : 2017年

### 代表
タイU-23代表
- SEAゲームズ 優勝 : 2015年

タイ代表
- AFFスズキカップ 優勝 : 2016年